# Valjouffrey
Valjouffrey – miejscowość i gmina we Francji, w regionie Owernia-Rodan-Alpy, w departamencie Isère.
Według danych na rok 1990 gminę zamieszkiwały 164 osoby, a gęstość zaludnienia wynosiła 2 osób/km² (wśród 2880 gmin regionu Rodan-Alpy Valjouffrey plasuje się na 1458. miejscu pod względem liczby ludności, natomiast pod względem powierzchni na miejscu 23.).